# Fossa de les Kurils

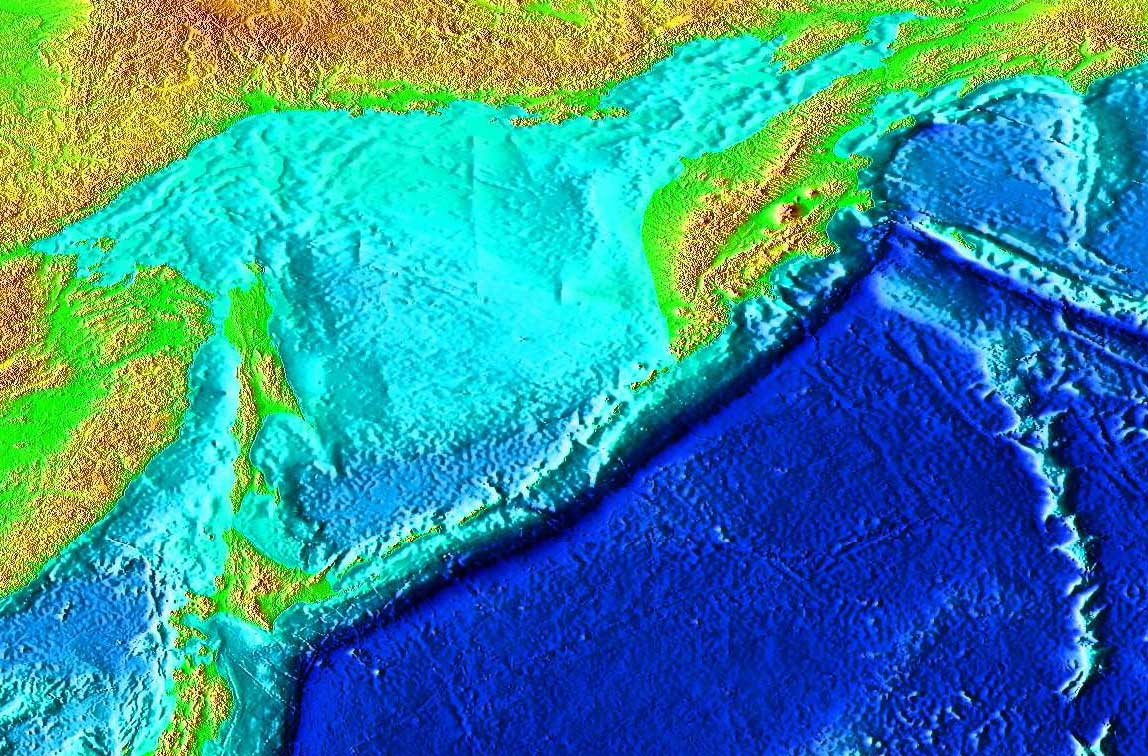
Imatge del Pacífic nord incloent la fossa de les Kurils.

La fossa de les Kurils o fossa de les Kurils-Kamtxatka (en rus:Курило-Камчатский жёлоб) és una fossa marina al nord-oest de l'oceà Pacífic. És a la costa sud-est de la península de Kamtxatka i paral·lela amb les illes Kurils trobant-se amb la fossa del Japó a l'est de Hokkaido. S'estén des d'una triple junció amb la falla Ulakhan i la fossa de les Aleutianes prop de les illes del Comandant, Rússia, al nord-est, fins a la intersecció amb la fossa del Japó al sud-oest. Aquesta fossa es va formar com a resultat d'una zona de subducció, formada al Cretaci tardà quan es va crear l'arc d'illes de les Kurils i també l'arc volcànic de Kamtxatka. La placa del Pacífic per subducció és sota la placa d'Okhotsk resultant en un vulcanisme intens.